# Echeveria craigiana
Echeveria craigiana ist eine Pflanzenart aus der Gattung der Echeverien (Echeveria) in der Familie der Dickblattgewächse (Crassulaceae).

## Beschreibung
Echeveria craigiana bildet selten verzweigte Triebe aus, die einen Durchmesser von 15 Millimeter erreichen und in der Regel nicht länger als 5 Zentimeter werden. Die linealisch-länglichen Blätter sind fast stielrund, auf der Oberseite flach und auf der Unterseite gerundet ausgebildet. Sie enden in einer eine zugespitzten und kurzen Spitze, die pfriemlich-grannig ist. Die bräunlich bis bräunlich-grünen und leicht glauken Blätter werden 8 bis 11 Zentimeter lang und etwa 2 Zentimeter breit.
Der cymös-rispige und stark verzweigte Blütenstand wird bis 50 Zentimeter lang. Der Blütenstiel wird 20 Millimeter lang. Die zur Spitze hin ausgebreiteten Kelchblätter werden bis 9 Millimeter lang. Die röhrig-glockige rote Blütenkrone wird etwa 11 Millimeter lang und hat am Schlund einen Durchmesser von 13 Millimeter.
Die Chromosomenzahl beträgt 2n = 60, 64 oder ca. 128.

## Verbreitung und Systematik
Echeveria craigiana ist Mexiko im Bundesstaat Chihuahua verbreitet.
Die Erstbeschreibung erfolgte 1952 durch Edward Eric Walther.

## Nachweise